# Diego de Riaño

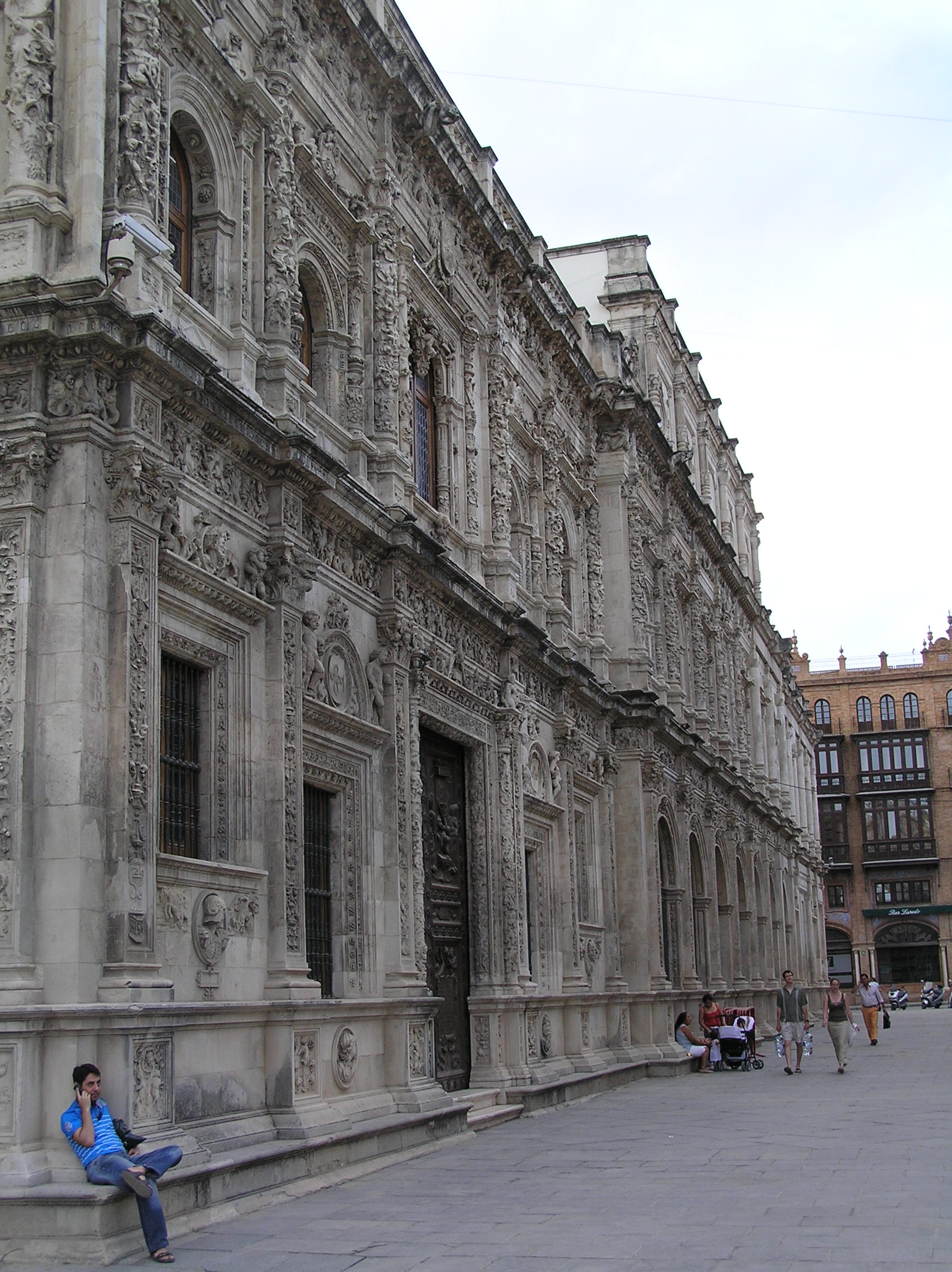
Fachada de la Ayuntamiento de Sevilla a la Plaza de San Francisco obra de Diego de Riaño.

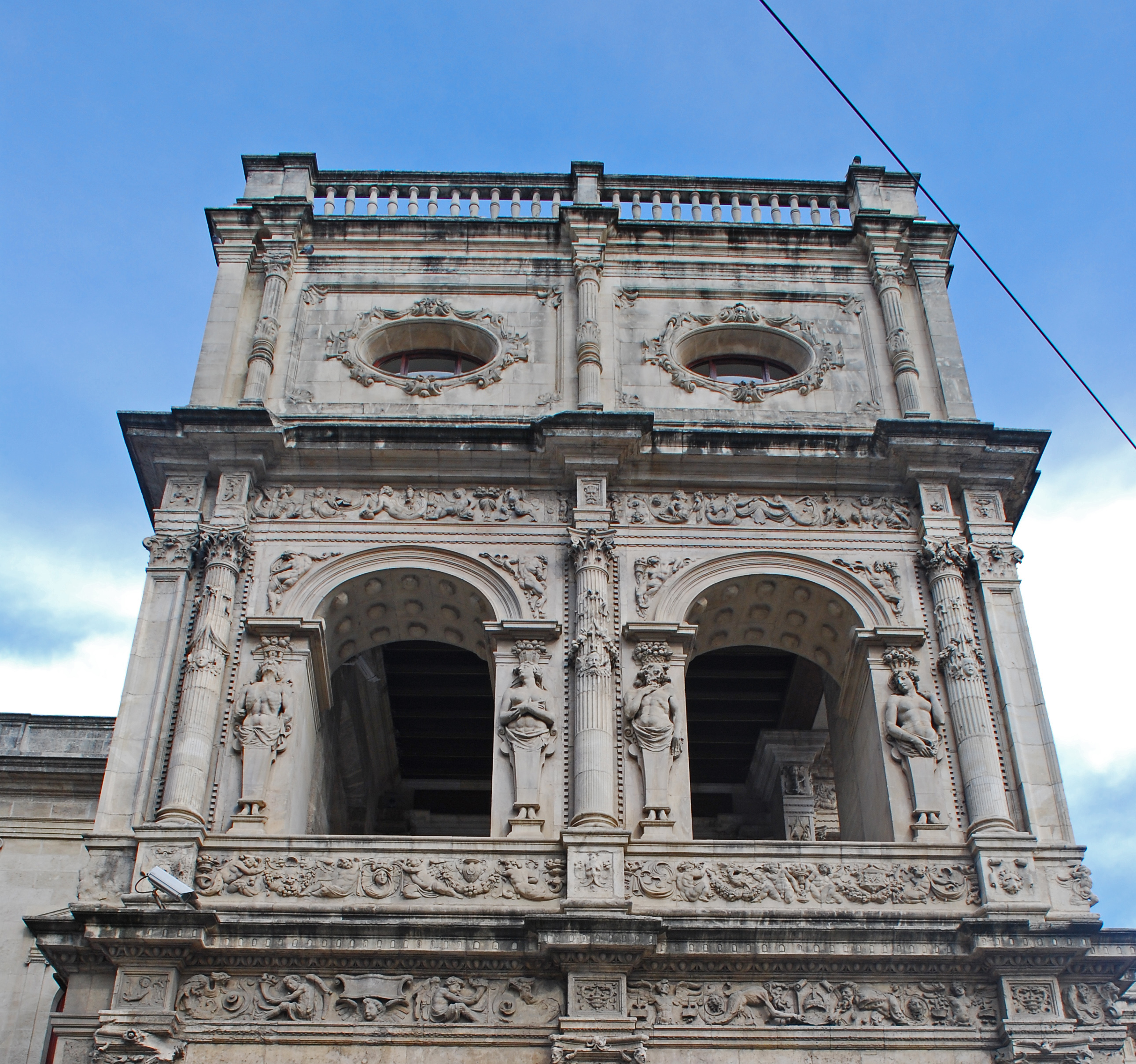
Detalle de la fachada del Ayuntamiento de Sevilla.

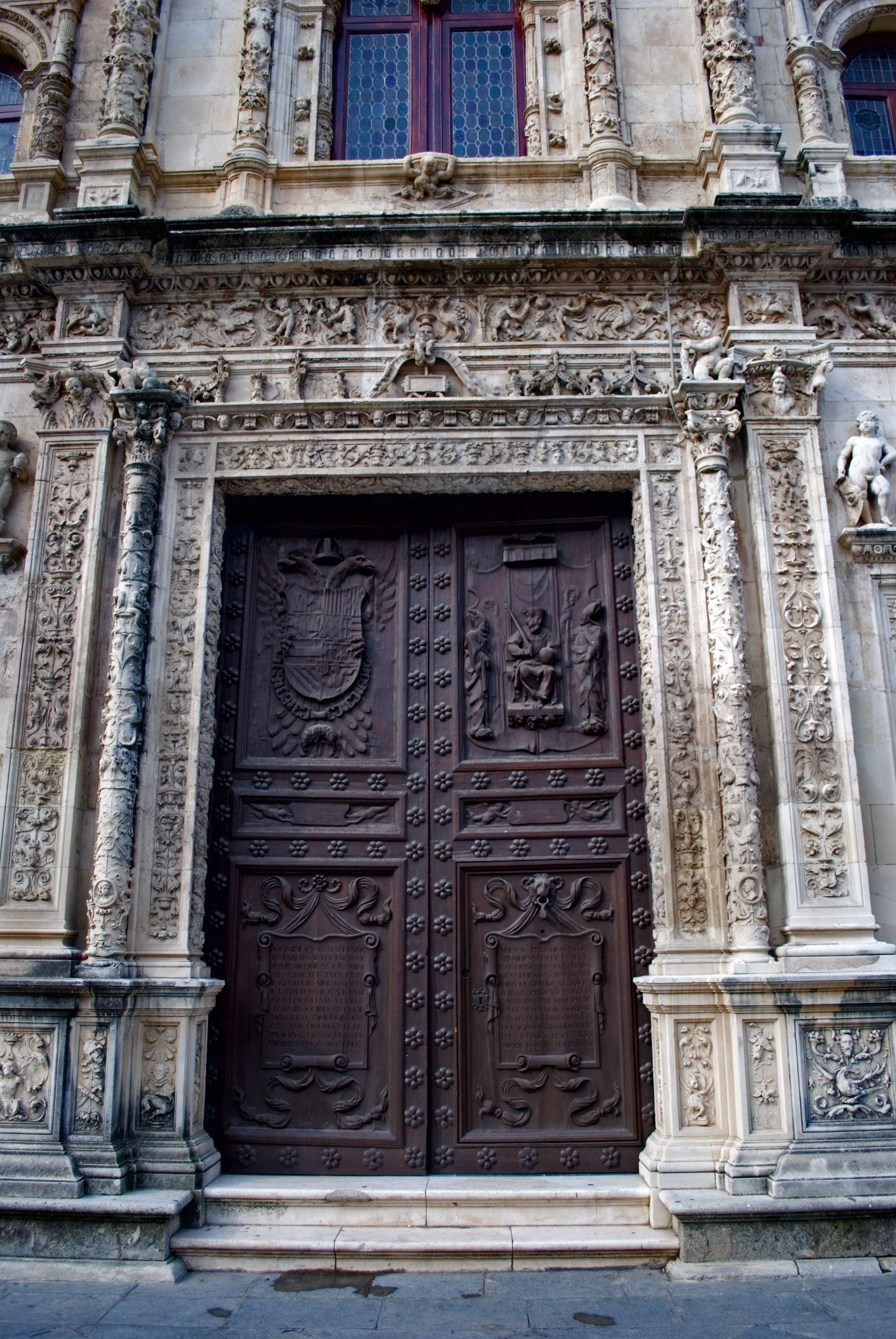
Detalle de la fachada del Ayuntamiento de Sevilla.

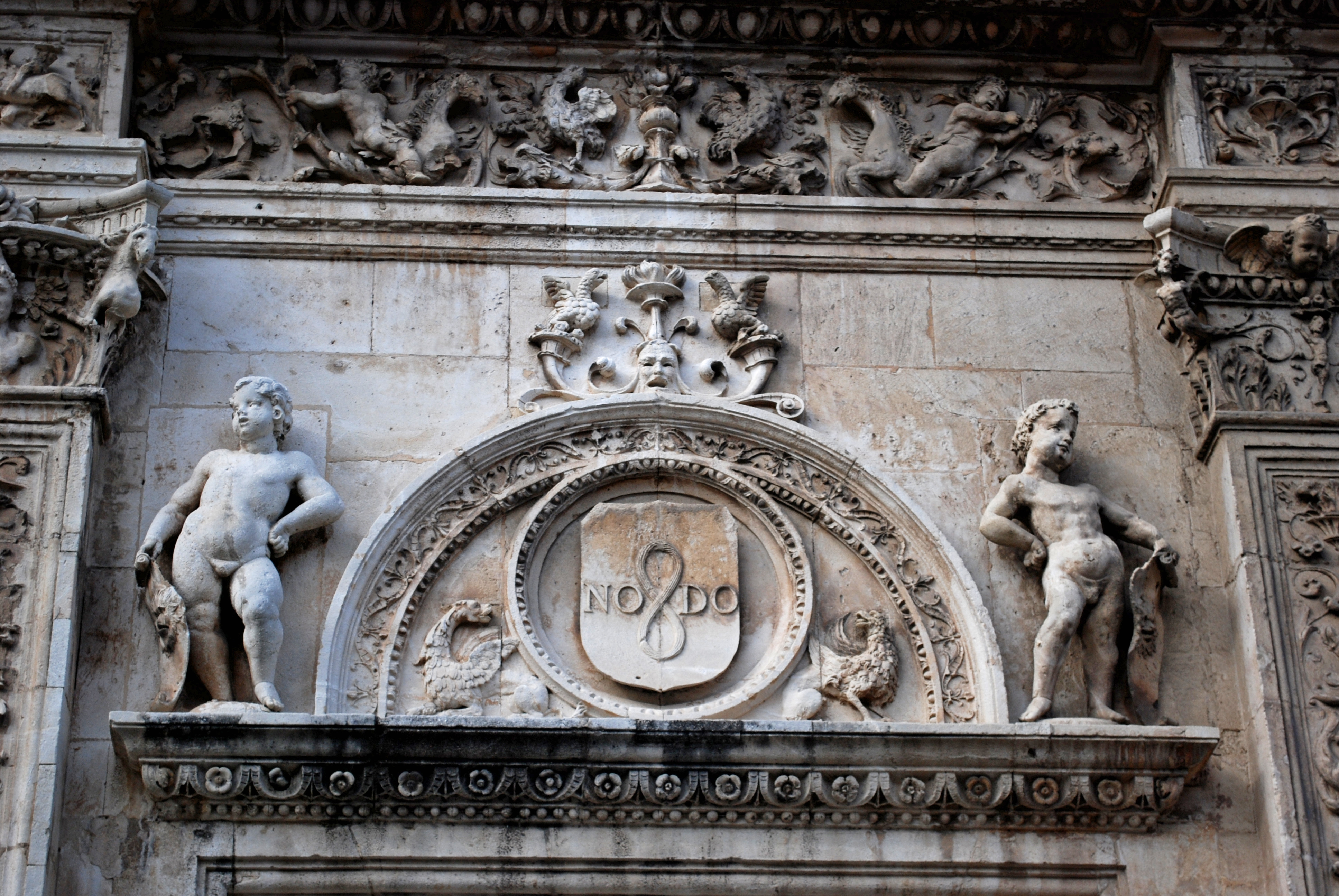
Detalle de la fachada del Ayuntamiento de Sevilla.

Para el político del siglo XVII, véase Diego de Riaño y Gamboa.
Diego de Riaño (¿Riaño?, 1517 - Valladolid, 1534) fue un arquitecto español del Renacimiento, conocido principalmente por sus obras en estilo plateresco.

## Biografía
Nace en Trasmiera (Cantabria) y se le documenta en la ciudad de Sevilla desde el año 1523. Con anterioridad a esa fecha poco se sabe de él, comenzó como cantero, en 1517 mata a un compañero en el taller de la catedral, huyendo a Lisboa, para no regresar hasta 1523. Se tiene noticias de que comenzó la Colegiata de Valladolid en junio de 1527, el mismo año en el que aparece dirigiendo las Casas Consistoriales de Sevilla.
Al año siguiente es nombrado maestro mayor de la catedral hispalense, repartiendo su actividad desde entonces entre esta ciudad y Valladolid, donde falleció en 1534, siendo por tanto escaso el tiempo en el que desarrolló su actividad arquitectónica.
Como maestro mayor de la Catedral de Sevilla sus primeras ocupaciones consisten en acabar algunas obras iniciadas por sus antecesores, y entre ellas, las capillas de alabastro de los flancos del coro, donde trabajó Juan Gil de Hontañón.
En la Sacristía de los Cálices habían intervenido Alonso Rodríguez y el propio Hontañón, siendo luego replanteada por Riaño en 1530, englobándola en el conjunto de edificaciones que ocuparía el ángulo suroriental de la catedral.
En la Sacristía Mayor, libre de prexistencias góticas anteriores, demuestra Riaño su dominio profesional, apartándose de esquemas tradicionales y recurriendo al tema de los espacios centralizados. Entre sus elementos constructivos destacan las columnas acanaladas, con grutescos y entorchadas, por ser las primeras de carácter monumental de la arquitectura sevillana, así como las ventanas elípticas, auténtica novedad en la construcción española.
También la gran bóveda semiesférica trasdosada y su decoración clásica, así como el monumental muro que sirve de fachada a la Sacristía y dependencias paredañas, la primera fachada renacentista religiosa de orden gigante del arte sevillano.
El Ayuntamiento de Sevilla se comienza a construir a finales de 1526 según las trazas del propio Riaño, en lo que supone el primer edificio público renacentista de la ciudad. Se proyecta en lenguaje clásico cargado de alto contenido simbólico, empleando elementos estructurales ornamentados con una rica y delicada decoración de grutescos y una selecta iconografía. Entre lo mejor del conjunto destaca el basamento en que se apoya el edificio, el rigor en la composición y las cuidadas proporciones, con un interior donde sobresalen el Apeadero y la Sala Capitular, que presenta una soberbia bóveda artesonada con figuras de reyes. En este proyecto trabajó Riaño hasta 1534, año de su fallecimiento.
A partir de su nombramiento como maestro mayor del arzobispado hispalense, Riaño trabaja en numerosas iglesias fuera de Sevilla. Se sabe que intervino en la Iglesia de Santa María de la Asunción (Aracena), Iglesia de San Miguel (Jerez de la Frontera), Iglesia de Santa María de la Asunción de Arcos de la Frontera, la Iglesia de Nuestra Señora de la Asunción de Aroche, en la Iglesia de Santa María de la Asunción  de Carmona y en la Iglesia de San Andrés de Encinasola, aunque la desaparición y reforma de muchos templos a lo largo del tiempo impiden valorar su actuación. También se debe mencionar su intervención en la Colegiata de Nuestra Señora de la Asunción de Osuna, cuya portada central de los pies, fechada en 1533, presenta notables relaciones con su producción.
Tras su muerte, sus trabajos en el Ayuntamiento y en la Catedral fueron continuados por quienes hasta entonces habían sido los aparejadores de dichas obras: Juan Sánchez y Martín de Gainza, respectivamente. Tiene dedicada una calle con su nombre en la ciudad de Sevilla.